# 9 (film)
9 är en amerikansk animerad film från 2009, som bygger på en kortfilm med samma namn från 2005. Den är regisserad av Shane Acker.

## Handling
I en postapokalyptisk värld där alla människor är borta vaknar trasdockan 9 till liv och finner att världen kontrolleras av skräckinjagande maskiner. Han hittar en liten grupp överlevande som maskinerna är inställda på att utrota och övertygar dem om att de måste gå till offensiven om de vill överleva, både som individer och som civilisation.

## Medverkande
- Christopher Plummer – 1
- Martin Landau – 2
- John C. Reilly – 5
- Crispin Glover – 6
- Jennifer Connelly – 7
- Fred Tatasciore – 8 / hallåa i radio
- Elijah Wood – 9
- Alan Oppenheimer – vetenskapsmannen
- Tom Kane – diktator
- Helen Wilson – nyhetsuppläsare